# MCE (Unternehmen)
MCE  GmbH mit Sitz in Linz ist ein Stahlbauunternehmen, das seit April 2016 zum österreichischen Habau-Konzern gehört.

## Geschichte
Die MCE entstand durch den Zusammenschluss der MAB Anlagenbau Austria GmbH und der ehemaligen Voest-Alpine MCE. Die Geschichte des Konzerns begann 1954 mit der Rohr- und Heizungsbau GmbH durch Karl Bayer. Zwei Jahre später wurde sie von Mannesmann übernommen. In den nächsten Jahren wurden viele Außenstellen gegründet und die Geschäftsbereiche erweitert.
1989 wurde im Zuge der Neustrukturierung des inzwischen gewachsenen Unternehmens die Voest-Alpine MCE gegründet, die Teil der VA Technologie AG war. Im Jahr 1990 wurde Hydro Vevey (Schweiz) aufgekauft und 1997 unter anderem VAMEC & TMS-France übernommen. 1998 wurde das Unternehmen in VA Tech Voest MCE umbenannt, der Bereich Hydro ein Jahr später von der VA Tech Hydro übernommen. 1999 übernahm die Andlinger Gruppe, des österreichischen Unternehmers Gerhard Andlinger das Unternehmen. 2001 wurden die Geschäftsbereiche Anlagentechnik, Industrie & Personalservices ebenfalls mehrheitlich
von der Andlinger Gruppe übernommen.
2002 erfolgte die Namensänderung in MCE AG. und 2007 die Mehrheitsbeteiligung durch die Deutsche Beteiligungs AG. Das Unternehmen hatte 6600 Mitarbeiter und erwirtschaftete im Jahr 2008 einen Umsatz von 919,5 Millionen Euro.
Im Jahre 2009 übernahm Bilfinger-Konzern MCE, der das Unternehmen zunächst in den Teilkonzern Bilfinger Berger Industrial Services (BIS Group) integrierte und es in  Bilfinger MCE GmbH umbenannte. Im Zuge seiner wirtschaftlichen Schieflage veräußerte Bilfinger im April 2016 an Habau, die das Unternehmen in MCE  GmbH umbenannte.